# Ivösjön
Ivösjön (dansk: Ivøsøen) er Skånes største sø. Søen ligger nordøst for Kristianstad tæt på grænsen til Blekinge.
Søen har et areal på 50,1 km². Den største dybde er 50 meter. Ivösjön har mange øer og holme og er omgivet af skovrige bakker og højdedrag. Midt i søen ligger den 7 km lange og 3,5 km brede Ivön, hvor ærkebiskop Anders Sunesen i 1200-tallet tilbragte sine sidste år.